# إلغاء
الإلغاء هو عند النحاة إبطال العمل في اللفظ والمعنى. وعند الأصوليين وجود الحكم بدون الوصف في صورة وحاصله عدم تأثير الوصف، أي العلة.